# Charmion Von Wiegand
Charmion von Wiegand (Chicago, 1896-Nueva York, 1983) fue una periodista,  crítica de arte y pintora estadounidense cuya obra está inspirada en el movimiento artístico De Stijl.

## Biografía y formación
Von Wiegand era hija de la artista Inez Royce y del periodista estadounidense de origen alemán  Karl Henry von Wiegand.Creció en Arizona y California donde asistió a una escuela pública de San Francisco. Sus frecuentes visitas al barrio chino  de esta ciudad la iniciaron y fomentaron su interés por la cultura asiática. Tras su estancia de tres años en Berlín en su etapa adolescente, estudió en el  Barnard College y luego  periodismo en la  Universidad de Columbia y en la Universidad de Nueva York. A pesar de haber estudiado teatro, arqueología, griego, historia del arte y filosofía, no llegó a graduarse en ninguna de estas materias. Estuvo casada con Wiegand con quien se trasladó a Darien, (Connecticut). Poco después  la pareja se separó.

## Carrera
Von Wiegand comenzó a pintar en 1926, animada por su amigo, el  pintor Joseph Stella, mientras recibía terapia psicoanalítica.
Vivió en Moscú de 1929 a 1932 como única mujer corresponsal de Universal Service de Hearst Press, donde su padre había sido editor. En esta ciudad conoció las pinturas fauvistas de la Colección Morosof, lo que despertó su imaginación y deseo de pintar profesionalmente.
Cuando regresó a Nueva York en 1932, comenzó a pintar paisajes industriales, especialmente motivada por ideales socialistas. Ese mismo año, también empezó a escribir sobre arte, principalmente para revistas como New Masses; ARTnews; Project (FAPFederal Art ); New Theatre, Arts Magazine y Art Front, la revista de Artist's Union de la que fue editora. Von Wiegand creía que no debía involucrarse demasiado en política debido a su condición de artista, pero sus críticas mostraban a menudo una inclinación por los temas sociales de ideología marxista. La excepción fue Pablo Picasso, cuyas obras de arte admiraba, pero consideraba que eran de ideología confusa, regresivas y carentes de humanismo. Entre 1931 y 1934,Von Wiegand estuvo casada con el activista comunista y cofundador de la revista New Masses Joseph Freeman, con quien permaneció unida hasta la muerte de este. 
Como parte de la vanguardia cultural, mantuvo un estrecho círculo de amigos entre los que se encontraban John Graham, Carl Holty, Hans Richter, Joseph Stella y Mark Tobey. Todos ellos artistas que compartían la creencia de que el arte debe hacerse a partir de la belleza física y la espiritualidad. Gracias a su trabajo como crítica de arte Wiegand conoció a Mondrian en 1941. Carl Holty consiguió que entrevistara al artista holandés, que acaba de llegar a Nueva York huyendo de la  guerra europea, y cuya obra conocía por la Colección Gallatin. El Journal of Aesthetics and Art Criticism le encargó el primer artículo en inglés sobre Mondrian con quien estableció una estrecha amistad mientras le ayudaba a traducir sus ensayos al inglés. Él la influyó para que comenzara a crear arte abstracto y se decantara por el neoplasticismo. También tuvo peso en su obra la pintura abstracta de Hans Richter, pintor, cineasta de origen alemán y miembro del grupo dadaísta de Zúrich, Wassily Kandinsky, Jean Arp y Joan Miró. El estilo de Kurt Schwitter, muy diferente del cubismo o del neoplasticismo, se puso de manifiesto hacia 1946, cuando comenzó a realizar collages. En 1948 organizó una importante exposición de collages con obras de Schwitter, Naum Gabo y Katherine Dreiser.
En 1941 se convirtió en miembro asociado de la  American Abstract Artists, y miembro de pleno derecho en 1947. Expuso con ellos desde 1948 y presidió la asociación desde 1951 hasta 1953.
En la década de 1950, Von Wiegand estuvo más interesada por la religión y la cultura oriental, la teosofía, el budismo, los estilos y dibujos como las imágenes tántricas egipcias, chinas, indias e hindúes y comenzó a pintar en líneas rectas utilizando cinta adhesiva, especialmente tras la muerte de Mondrian en 1944. En esa época Wiegand se alejó de las líneas, pero siguió utilizando otras formas geométricas, que en su mayoría estaban recortadas de papeles decorativos de una gama cromática mucho mayor que la de Mondrian y a menudo se superponían, variando en tamaño, dirección y textura del papel. Sus pinturas comenzaron a contener muchos más símbolos y motivos, evidentes en sus formas geométricas en composiciones simétricas después de su exposición de 1972 en el Museo de Arte de Birmingham (Alabama).

## Obra
La primera de las más de 21 exposiciones individuales de Von Wiegand se celebró en la Rose Fried Gallery de Nueva York en 1942. Además participó en 35 grandes exposiciones colectivas en los Estados Unidos, Europa y el Lejano Oriente, entre ellas  la Exposición de Mujeres de 1945, de Peggy Guggenheim en la galería Art of this Century de Nueva York. Recibió el primer premio de la Cranbook Academy of Art Religious Art Exhibition, Bloomfield Hills Míchigan (1969). En 1980, fue elegida miembro de la Academia Estadounidense de las Artes y las Letras. En 1974, expuso una retrospectiva de su trabajo en la Galería Noah Goldowsky de Nueva York.  En 1982 organizó su primera retrospectiva en el Bass Museum of Art de Miami Beach, Florida. Ese mismo año, recibió un Premio de Honor y  participó en la Exposición de la Conferencia Nacional de Mujeres por el Arte en Nueva York. Su obra  está representada en más de 25 museos y colecciones permanentes, como la Galería Andre Zarre, la Galería Michael Rosenfeld y el Museo Solomon R. Guggenheim, todos ellos en Manhattan, Nueva York, el Museo de Arte de Cleveland en Ohio, el Museo y Escultura Hirshhorn. Garden en Washington D. C., el Museo Newark en Nueva Jersey y el Museo de Arte Moderno (MOMA) en Nueva York.
Vivió en un apartamento en Nueva York, cubierto con obras de arte y trabajó hasta que enfermó gravemente y su amiga, una refugiada budista a quien dejó la mayoría de sus obras de arte, la cuidó hasta su muerte el 9 de junio de1983.

## Otras lecturas
- Regreso al futuro: Alfred Jensen, Charmion von Wiegand, Simon Gouverneur y la conversación cósmica, catálogo de la exposición. Universidad Loyola Chicago, 2009.ISBN 0-9815835-1-2
- Tiempos modernos': Pequeño Charlie, ¿y ahora qué? ' de Charmion von Weigand de New Theatre and Film. vol. 3 No. 3. Marzo de 1936.